# Scooby-Doo! Rettegés a táborban
A Scooby-Doo! Rettegés a táborban (eredeti cím: Scooby-Doo! Camp Scare) 2010-ben bemutatott amerikai televíziós 2D-s számítógépes animációs film, amelynek a rendezői Ethan Spaulding, a producerei Spike Brandt és Tony Cervone, a zeneszerzője Robert J. Kral. A film a Warner Bros. Animation gyártásában készült, a Warner Premiere, a Warner Home Video és a Warner Bros. Animation forgalmazásában jelent meg. Műfaját tekintve filmvígjáték.
Amerikában 2010. szeptember 14-én mutatták be a DVD-n, Magyarországon pedig 2010. szeptember 13-án jelent meg, szintén DVD-n.

## Cselekmény
A történet szerint a Rejtély Rt. Fred régi táborába, a Kis Jávorszarvasba mennek nyaralni, valamint felügyelői szerepet is vállalnak. A hely azonban eléggé üres, ugyanis a környék három legendás teremtménye, az Erdőlakó, a Tólakó és az Árnyas-kanyon fantomja is megjelent a közelmúltban. A csapat a három lény nyomába ered, amiben a rájuk bízott táborlakók is a segítségükre lesznek.

## Szereplők
| Szereplő         | Eredeti hang      | Magyar hang       |
| ---------------- | ----------------- | ----------------- |
| Scooby-Doo       | Frank Welker      | Vass Gábor        |
| Fred             | Frank Welker      | Markovics Tamás   |
| Bozont           | Matthew Lillard   | Fekete Zoltán     |
| Diána            | Grey DeLisle      | Hámori Eszter     |
| Vilma            | Mindy Cohn        | Madarász Éva      |
| Luke             | Scott Menville    | Berkes Bence      |
| Trudy            | Tara Strong       | Mánya Zsófia      |
| Burt             | Stephen Root      | Faragó András     |
| Jessica          | Lauren Tom        | Nemes Takách Kata |
| Deacon           | Mark Hamill       | Takátsy Péter     |
| Babaarcú Boretti | Mark Hamill       | Takátsy Péter     |
| Bolttulajdonos   | Mark Hamill       | Izsóf Vilmos      |
| Knudsen vadőr    | Dee Bradley Baker | Welker Gábor      |
| Erdőlakó         | Dee Bradley Baker | Welker Gábor      |
| Darryl           | Phil LaMarr       | Kapácsy Miklós    |